# Eckhard Beyer
Ralf-Eckhard Beyer (* 13. Dezember 1951 in Dortmund) ist ein deutscher Physiker, Ingenieur und Laserexperte.

## Leben
Nach seinem Abschluss als Ingenieur an der Ingenieurschule Wedel 1975 war Eckhard Beyer einige Jahre in der Industrie tätig. Von 1978 bis 1981 absolvierte er ein Physikstudium an der Technischen Hochschule Darmstadt und promovierte dort zum Dr.-Ing. Physik. Ab 1985 arbeitete er am Fraunhofer-Institut für Lasertechnik ILT in Aachen als Hauptabteilungsleiter Laseranwendungen, später als stellvertretender/kommissarischer Institutsleiter. Gleichzeitig erhielt er an der Rheinisch-Westfälischen Technischen Hochschule Aachen (RWTH) einen Lehrauftrag und habilitierte sich dort im Jahr 1995.
1997 wurde Beyer zum Professor an die Technische Universität Dresden berufen und war bis 30. September 2018 Inhaber des Lehrstuhls für Laser- und Oberflächentechnik. Zusätzlich war er ab 2003 Direktor des Instituts für Fertigungstechnik sowie von 2010 bis Ende 2012 Dekan der Fakultät Maschinenwesen. Von 1997 bis 2018 leitete er in Personalunion das Fraunhofer-Institut für Werkstoff- und Strahltechnik in Dresden. Seit 1. Oktober 2018 ist Prof. Beyer Seniorprofessor an der Fakultät Maschinenwesen der Technischen Universität Dresden.
Er ist Mitglied der Wissenschaftlichen Gesellschaft Lasertechnik, des Board of Stakeholders der European Technology Platform Photonics 21 und des Board of Directors des Laser Institute of America. Er ist zudem Inhaber von 60 Patenten. Eckhard Beyer gehört zu den Pionieren bei der Erschließung von Anwendungsmöglichkeiten von Lasern und der Überführung dieser Technologien in die industrielle Produktion. Zu seinen Leistungen zählt die Entwicklung des Prinzips der rotierenden Hohlnadel, das heute weltweit zur Bestimmung der Eigenschaften eines Laserstrahls eingesetzt wird. 1994 präsentierte er den ersten Hybridschweißprozess zum Tiefschweißen.
Zudem ist er Gründungsmitglied der in Dresden ansässigen Wissenschaftsallianz Dresden-concept und seit 2019 dessen Geschäftsstellenleiter.

## Schriften
Beyer ist Verfasser bzw. Co-Autor von 7 Büchern und 400 Texten.
- (mit K. Mann): Schneiden mit CO2-Lasern, Handbuchreihe: Laser in der Materialbearbeitung, Bd. 1, VDI Technologiezentrum Physikalische Technologien, VDI-Verlag Düsseldorf, 1993, ISBN 3-18-401245-X
- Schweißen mit Laser: Grundlagen in: Laser in Technik und Forschung 1995, Springer-Verlag, ISBN 3-540-52674-9
- (mit K. Wissenbach) Oberflächenbehandlung mit Laserstrahlung in: Laser in Technik und Forschung, 367 S., Berlin, Springer-Verlag 1998, ISBN 3-540-63224-7

## Ehrungen
- 1987: Joseph-von-Fraunhofer-Preis „Entwicklung einer Laseranlage zur Domänen-Verfeinerung in kornorientierten Elektroblechen“ 1987
- 1988: Joseph-von-Fraunhofer-Preis „Entwicklung eines Verfahrens und Gerätes zur Diagnostik von Laserstrahlen“ 1988
- 2008: Arthur L. Schawlow Award (Laser Institute of America)
- 2009: (mit I. Jansen, M. Oertel, R. Rechner, U. Schwarz, A. Wagenführ, H. Wust) Wilhelm-Klauditz-Preis für Holzforschung und Umweltschutz
- 2012: Fraunhofer-Medaille für außerordentliche Verdienste um die Fraunhofer-Gesellschaft
- 2013: Ehrendoktor der Technischen Universität Breslau[2]
- 2015: AILU International Award[3]
- 2018: Frank A DiPietro Award from the Fabricators & Manufacturers Association, International® (FMA)